# ガエルネ
ガエルネは、イタリアヴェネト州トレヴィーゾ県マーゼルにあるイタリアの三大ライディングブーツメーカーの一つ。

## 概要
1962年にガゾーラ・エルネストにより創業、1979年に日本での販売を開始した。名前の由来はガゾーラのGAとエルネストERNEを組み合わせたもので、作り始めたのは長男のジュリアーノのためにオフロードブーツを作ったのがきっかけである。

元々は競技用オフロードブーツから始まったメーカーだったが、今ではオンロード、ツーリング、カジュアルラインまでライディングブーツ全般、他にもバイシクルブーツ、シューズなど自転車用も展開している。

ライディングブーツの日本での販売は株式会社JAPEX、自転車用は株式会社ポディウムが取り扱っている。

## 製品の特徴
メイド・イン・イタリアに強くこだわり続け、素材から製造工程までイタリア内で完結させている。※1

ガエルネ本社があるモンテベルーナの地域は登山靴や軍用靴の製造が有名な場所であり、シューズパーツの製造や、製法技術が発達しているため、世界をリードするシューズメーカーが勢揃いしていることでも知られる。

※1.製法の工程上、一部モデルではイタリア外になるものもあるが、素材はイタリアの物を使用して製造している。

## 代表的なモデル
・ライディングブーツ

SG-12

SG-10

SG-J

FASTBACK

サイファーJ

バランス

GP-1

G-RW

ED-PRO

Gアドベンチャー

Gミッドランド

タフギア

フーガ

ナンバー145

ボヤージャー

・ロードバイク
G_STILO

G_CHRONO

G_SINCRO

## 日本におけるライディングブーツの展開
日本で正規販売されているガエルネのライディングブーツは幅広の木型などを使って、日本人の足に合うように調整して作られている。

その中でもJAPEX社とガエルネが共同で開発し、一から設計した日本でのみ展開しているモデルがある。（ED-PROシリーズ、サイファーJシリーズ、タフギアシリーズなど）

## 主なライダー（過去に使用した人も含む）
- ジェームス・スチュワート
- 野崎史高
- ワイン・ガードナー